# Tøger Seidenfaden
Tøger Seidenfaden (født 28. april 1957 i København, død 27. januar 2011) var en fremtrædende dansk avisredaktør, nok bedst kendt for sin tid på det danske dagblad Politiken, hvor han var ansvarshavende chefredaktør fra 1. oktober 1993 til sin død. Inden da havde han været udenrigsredaktør og chefredaktør på Weekendavisen, samt administrerende direktør for TV2. Han blev i 1993 udnævnt til Ridder af Dannebrog.
Han var søn af tidligere chefredaktør på Dagbladet Information Erik Seidenfaden (1910-1990) og Lone Knutzon (1923-1978), datter af skuespiller og sceneinstruktør Per Knutzon. Han giftede sig i 1989 med journalist Tine Eiby, sammen med hvem han fik tre sønner.
Tøger Seidenfaden var med til at præge samfundsdebatten i Danmark, og han kom ofte med initiativer for at rejse opmærksomhed om områder, han mente var problemfyldte.

## Karriereforløb
I en alder af 10 år var Tøger Seidenfaden allerede interesseret i historie, samfundsudvikling og politik. [kilde mangler] Som barn gik han i skole i Frankrig, hvor hans far var direktør for Det Danske Studenterhus. Han vendte tilbage til Danmark for at gå på gymnasiet på Ingrid Jespersens Gymnasieskole i København. Efter at have læst statskundskab i Århus, vendte han tilbage til Frankrig for at læse på eliteskolen Institut d'études politiques (Science-Po) i Paris. Efter et afsluttende års studier på Yale University i USA blev han fra 1984 til 1985 ansat i Sekretariatet for Regeringens Sikkerheds- og Nedrustningspolitiske Udvalg. I 1985 blev han ansat som udenrigsredaktør og fra 1987 til 1992 som chefredaktør ved Weekendavisen. Tøger Seidenfaden var som chefredaktør ved Politiken fra 1993 til 2011 kendt som en markant og til tider kontroversiel chefredaktør, der stod fast ved sine meninger.
Trods sit mangeårige virke i mediebranchen blev han aldrig uddannet journalist, noget hans far (der selv var journalist) havde kaldt "noget overfladisk bras".
En række episoder fremdrages til at understrege hans beslutsomhed. Han kaldte det selv en stjernestund, da han som chefredaktør for Weekendavisen i 1989 blæste på både ayatollah Khomeinis fatwa og sin egen bestyrelsesformand og trykte et uddrag af Salman Rushdies De Sataniske Vers i Weekendavisen. Den danske udgiver, Samlerens Forlag, sagde nej til projektet. Den 26. oktober 1995 bragte Politiken Ritt Bjerregaards bog En kommissærs dagbog som tillæg til avisen mod forfatterens udtrykkelige ønske. Under krisen om Muhammedtegningerne i 2005 fremførte han en stærk kritik af den danske regerings håndtering af krisen og fik megen kritik herfor. Den 16. september 2009 offentliggjorde Politiken Thomas Rathsacks bog Jæger. I krig med eliten og var hermed medvirkende til at afsløre en række uregelmæssigheder i forsvarets krisehåndtering, som bl.a. bevirkede Søren Gades afgang som forsvarsminister.

## Holdninger
Citat af Tøger Seidenfaden den 16. september 2005 i Kristeligt Dagblad
"Jeg har altid beskæftiget mig med, hvornår holdninger går ud over det ordentlige. Jeg har ikke skiftet side fra højre til venstre. Og jeg synes ikke, at det er så interessant, hvad der ligger lidt til højre eller venstre for midten. Det interessante er afgrænsningen over for det ekstreme eller problematiske."
Citat af Tøger Seidenfaden den 5. marts 2010 i Weekendavisen
"Under den kolde krig handlede det for mig om at påpege, hvornår især venstrefløjen kompromitterede sig. Dengang blev jeg opfattet som højrefløjsdebattør. I dag handler det om, hvor stærkt nationalkonservatisme og intolerance kommer tilbage. Det er kernen i Muhammedkrisen."

## Sygdom og død
Tøger Seidenfaden fik konstateret modermærkekræft første gang i sommeren 2003. Ved årsskiftet 2009-2010 dukkede den op igen. Efter afsluttet behandling i begyndelsen af maj 2010 vendte han tilbage til sit arbejde, indtil han i november blev sat i medicinsk behandling igen. I 2011 var han ikke i stand til at møde på arbejde, men deltog blot to dage før sin død siddende i sin seng i et debatprogram i DR.
Den 2. februar blev Seidenfaden begravet i familiegravstedet på Ordrup Kirkegård.
Ud over sin familie efterlod Tøger Seidenfaden sig også tre halvsøskende, Annelise Seidenfaden (født 1937), Judith Kaastrup-Olsen og David Emil Kaastrup-Olsen. Hans halvsøster Ebba Merethe "Snu" Seidenfaden (1940-1980) omkom (sammen med Portugals daværende premierminister) i 1980 i et flystyrt, som formentlig skyldtes sabotage, altså et attentat.

## Curriculum vitae
- Diplôme d'études approfondies (D.E.A.) i international politik, Institut d'Etudes Politiques , Paris (1981).
- Cand.scient.pol., Aarhus Universitet (1983).
- Master of Arts i politologi, Yale University, USA (1983).
- Master of Philosophy i politologi  Yale University, USA (1984).
- Ansat i Sekretariatet for Det Sikkerheds- og Nedrustningspolitiske Udvalg (1984-85).
- Udenrigsredaktør for Weekendavisen (1985-87).
- Chefredaktør for samme (1987-92).
- Publicistprisen 1989.
- Adm. direktør for TV 2 (1992-93).
- Ridder af Dannebrog 1993.
- Ledende og ansvarshavende chefredaktør Politiken (1993-2011).
- Frode Jakobsen prisen 1995.
- Ebbe Muncks Hæderspris 2010.
- Årets Blæksprutte 2010.

## Undervisningsvirksomhed
Tøger Seidenfaden gæsteunderviste ved:
- Aarhus Universitet
- Københavns Universitet
- Syddansk Universitet

Ved Copenhagen Business School, hvor han var adjungeret professor (2002-) ledede han:
- Forelæsningsrækken Den offentlige mening (2003).
- Seminarrækken 11. september: Politiske og økonomiske konsekvenser sammen med Ole Thyssen og Henrik Dahl (2004).

Han drev desuden foredragsvirksomhed.

## Medlemskaber og hverv
- Medlem af The International Institute for Strategic Studies (London) (1985-).
- Medlem af bestyrelsen for Det Udenrigspolitiske Selskab (1987-).
- Medlem af Den Danske Europabevægelses forretningsudvalg (1987-89).
- Formand for Undervisningsministeriets Udvalg for Kvalitet i den Skriftlige Fremstilling (1990-91).
- Medlem af Bilderberg Steering Committee (1994-03). Deltager i Bilderbergkonferencen 2006.
- Formand for Københavns Redaktørforening (1996-98) og (2004-2011).
- Medlem af undervisningsministerens referencegruppe vedrørende gymnasiereformen af 2004.
- Medlem af Steering Commitee for Den Trilaterale Kommission fra 2005.
- Medlem af VL-gruppe 1.